# دانشگاه یشیوا
دانشگاه یشیوا (به انگلیسی: Yeshiva University) یکی از دانشگاه‌های ایالات متحده آمریکا بوده و در ایالت نیویورک واقع است.
این دانشگاه خصوصی یهودی در ۱۸۸۶ تأسیس شد، و در اسرائیل هم شعبه دارد.

## دانشکده‌ها
کالج پزشکی آلبرت انیشتین از معروفترین دانشکده‌های این دانشگاه است.